# 0 to 100 / The Catch Up
« 0 to 100/The Catch Up » es una canción grabada por el Músico canadiense Drake. Fue lanzado el 15 de julio de 2014 por Young Money Entertainment, Cash Money Records y Republic Records. La canción fue certificada Platino por la Recording Industry Association of America (RIAA) el 30 de enero de 2015, por vender más de 1 millón de copias digitales en los Estados Unidos.

## Composición
"0 to 100 / The Catch Up" es una canción de dos partes con una duración de seis minutos y ocho segundos. La primera canción, "0 to 100", es una canción de hip hop simplificada que sonora y temáticamente se parece a " Started from the Bottom " de Drake de su tercer álbum de estudio, Nothing Was the Same (2013). En lugar de "empezar desde abajo", "0 a 100" habla de que el rapero va de cero a cien para ganar terreno a toda su competencia. La segunda mitad de la canción, titulada "The Catch Up", presenta una muestra de una canción inédita de James Blake y contrasta las bulliciosas afirmaciones de la primera mitad con una promesa pensativa: que "si Drake aún no te ha superado, mira cómo [él] se pone al día ahora".[cita requerida]

## Recepción crítica
La canción recibió elogios de la crítica musical y apareció en varias listas de los 10 mejores de fin de año. En julio de 2014, Billboard incluyó "0 a 100" como una de las "10 mejores canciones de 2014 (hasta ahora)" y dijo que "meses después de lanzar otro álbum exitoso, Drizzy regresó brevemente para llevarlo de '0 a 100' con una carrera vertiginosa. compases salpicados de alardes como 'Si no soy el mejor, entonces estoy encaminado hacia ello'". La revista también incluyó la canción como la mejor canción de rap de 2014. Rolling Stone incluyó la canción como una de las "50 mejores canciones de 2014", afirmando que son "seis minutos que recorren toda la saga de Drake". HipHopDX nombró la canción como uno de los "10 mejores sencillos de 2014".
La canción fue nominada a Mejor Interpretación de Rap y Mejor Canción de Rap en la 57ª Entrega Anual de los Premios Grammy.

## Uso en medios
La canción fue utilizada en un comercial de Sprite protagonizado por Drake y Nas. Se suponía que el comercial promocionaría una línea de edición limitada de latas Sprite con letras de hip-hop impresas llamada "Obey Your Verse". La línea Sprite incluía la letra "Conócete a ti mismo, conoce tu valor" de esta canción.
La letra "Ella se enojará si sigue desplazándose hacia la izquierda, amigo / Ella va a ver algo de mierda que no quiere ver" se hace referencia en Letterkenny 1x06 "A Fuss in the Back Bush".
La canción también aparece en la banda sonora del videojuego de baloncesto NBA 2K16 y generalmente se reproduce durante las escenas previas al partido de los Golden State Warriors, ya que en la canción se menciona al jugador de los Warriors, Stephen Curry.

## Remezclas
El instrumental se hizo muy popular entre los artistas de hip-hop, con varios raperos como el fallecido XXXTentacion, Cassidy, Fat Trel,Myke Towers, Remy Ma, David Stones, Montana of 300, G-Eazy, G-Unit ( 50 Cent, Lloyd Banks, Tony Yayo, Young Buck y Kidd Kidd ), Gudda Gudda, Jin, Joell Ortiz, Lil Durk, Meek Mill, Ace Hood, Kurt Rock, Juice Box Boys, Papoose, Problem, Rich Homie Quan, Soulja Boy, Stiz Grimey, YFN Lucci, Uncle Murda, Vado, Waka Flocka Flame, Lil Mouse, Wiz Khalifa, Alpha Wann, Ernia y Stormzy graban sus propias versiones de la canción. El instrumental se utilizó en los premios BET Hip Hop Awards 2014 para un cifrado en el escenario con varios artistas.[cita requerida]

## Personal
Adaptado de TIDAL y comentarios a HNHH.
- Drake - voz, composición
- Boi-1da – producción
- Noel Catastro – grabación, programación adicional de batería [16]

"0 a 100"
- Boi-1da - producción, composición
- Vinylz - composición de canciones
- Frank Dukes - compositor, productor de muestras
- Chester Hansen - bajo (sin acreditar; compositor en la muestra)

"La puesta al día"
- Diecinueve85 – coproducción
- 40 – coproducción
- James Blake - compositor, productor de muestras (sin acreditar)

## Gráficos
| Gráfico (2014)                         | Mejor posición |
| -------------------------------------- | -------------- |
| Australia Urbana (ARIA)                | 27             |
| Canadá (Canadian Hot 100)              | 59             |
| Alemania (Deutsche Black Charts)       | 2              |
| Reino Unido (UK Singles Chart)         | 68             |
| Reino Unido (UK R&B Chart)             | 7              |
| Estados Unidos (Billboard Hot 100)     | 35             |
| Estados Unidos (Hot R&B/Hip-Hop Songs) | 8              |
| Estados Unidos (Rhythmic)              | 5              |

| Gráfico (2014)                           | Posición |
| ---------------------------------------- | -------- |
| US Cartelera Hot 100                     | 97       |
| US Hot R&B/Hip-Hop Canciones (Billboard) | 29       |
| US Rítmica (Billboard)                   | 37       |

## Historial de lanzamientos
| Región         | Fecha               | Formato                     | Etiqueta  | Ref.   |
| -------------- | ------------------- | --------------------------- | --------- | ------ |
| Estados Unidos | 15 de julio de 2014 | Digital download            | OVO Sound | [ 1 ]  |
| Estados Unidos | 5 de agosto de 2014 | Rhythmic contemporary radio | OVO Sound | [ 28 ] |